# 埃格里塞勒勒博卡日
埃格里塞勒-勒博卡日（法語：Égriselles-le-Bocage，法語發音：[eɡʁizɛl lə bɔkaʒ]）是法国勃艮第-弗朗什-孔泰大区约讷省的一个市镇，属于桑斯区。

## 地理
埃格里塞勒-勒博卡日（48°7'13"N, 3°10'56"E）面积23.69 平方千米，位于法国勃艮第-弗朗什-孔泰大區约讷省，该省份为法国中北部内陆省份，西接卢瓦雷省，西北接塞纳-马恩省，南至涅夫勒省，东临科多尔省，东北与奥布省接壤。
与埃格里塞勒-勒博卡日接壤的市镇（或旧市镇、城区）包括：科尔南、绍莫、科勒米耶、库尔图万、格龙、马尔桑日、韦尔努瓦、栋达格尔新城。
埃格里塞勒-勒博卡日的时区为UTC+01:00、UTC+02:00（夏令时）。

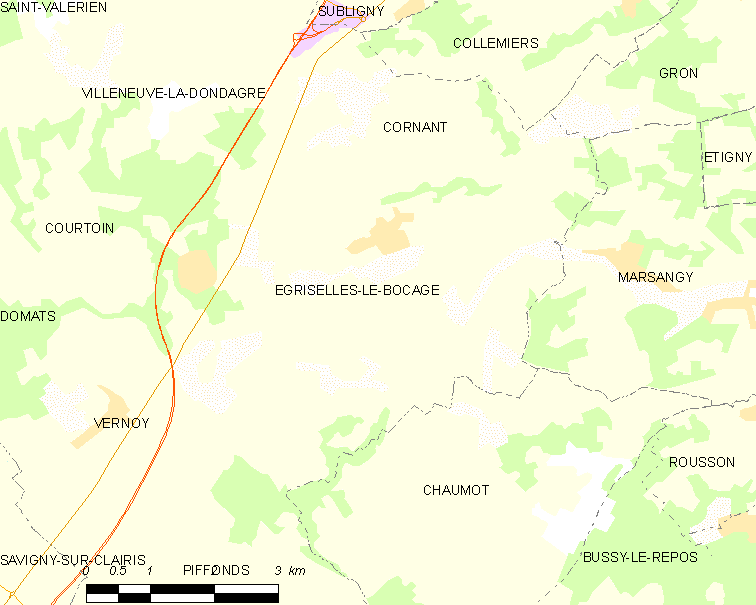
埃格里塞勒-勒博卡日的OSM定位图

## 行政
埃格里塞勒-勒博卡日的邮政编码为89500，INSEE市镇编码为89151。

## 政治
埃格里塞勒-勒博卡日所属的省级选区为勃艮第地区加蒂奈县。

## 人口

1962-2008年间埃格里塞勒-勒博卡日人口变化图示

埃格里塞勒-勒博卡日于2022年1月1日时的人口数量为1387人。